# Polyrhachis sexspinosa
Polyrhachis sexspinosa é uma espécie de formiga do gênero Polyrhachis, pertencente à subfamília Formicinae.